# Guerra de las Cañoneras
La guerra de las Cañoneras fue la guerra naval entre Inglaterra y Dinamarca-Noruega. Se trató de un conflicto naval entre el Reino de Dinamarca y Noruega y la Marina Real Británica en el contexto o durante las guerras napoleónicas. El nombre de esta guerra viene dado por la táctica danesa de emplear pequeñas cañoneras contra la convencional Marina Británica. En Escandinavia se considera como la etapa final de las Guerras Inglesas, cuya apertura se considera como la primera batalla de Copenhague en 1801.

## Inicio de conflicto bélico

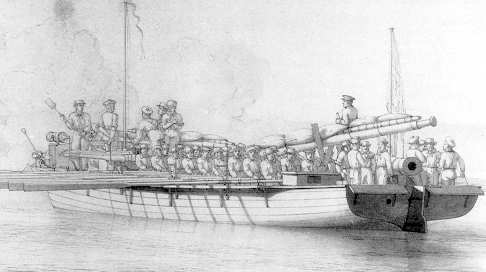
Cañonera danesa

El Reino de Dinamarca y Noruega, integrado por los actuales estados de Dinamarca y Noruega, que originalmente se habían declarado neutrales en las guerras napoleónicas, se aliaron a Francia y sacaron provecho de la guerra a través del comercio y establecieron una armada. Estos barcos fueron diseñados originalmente por un sueco, Fredrik Henrik af Chapman. La ventaja estratégica de las cañoneras residía en el hecho de que podrían ser producidas rápidamente y a bajo costo en todo el reino.
Aunque las tácticas de las cañoneras no se emplearon hasta 1807, el conflicto naval entre Gran Bretaña y Dinamarca se inició tras una muestra de intimidación en la primera batalla de Copenhague en 1801, cuando la escuadra de Horatio Nelson de la flota del almirante Parker atacó la capital danesa.

## Guerra
En los tres primeros años de la guerra Cañonera, estos barcos fueron en varias ocasiones capaces de capturar los buques de carga de los convoyes y derrotar bergantinas británicas, aunque no eran lo suficientemente poderosas como para superar grandes fragatas y navíos de línea.
En la segunda batalla de Copenhague del año 1807, los ingleses capturaron un gran número de naves de la flota danesa. Enzarzándose más intensamente los daneses en una guerra naval de guerrillas, donde con pequeños barcos cañoneros pretendían atacar a los barcos ingleses —mucho mayores— que estuvieran en aguas danesas y noruegas. El 22 de marzo de 1808, el último buque danés de línea el Prins Christian Frederik, comandado por el capitán CW Jessen, fue destruido por dos barcos británicos de línea en la batalla de Zealand Point.
El 27 de febrero de 1811, barcos de guerra daneses, tripulados por cerca de 1000 hombres, incluyendo fuerzas de infantería, tratarón de recuperar la isla de Anholt en la batalla de Anholt, pero tuvieron que retirarse a Jutlandia con fuertes pérdidas.
La guerra de las Cañoneras terminó cuando la flota inglesa obtuvo la victoria en la batalla de Lyngør el 12 de julio de 1812, en la cual fue destruido el último de los buques de guerra daneses, la fragata Najaden.
El Tratado de Kiel puso punto final a los conflictos el 15 de enero de 1814. Dinamarca-Noruega, tuvo que ceder la pequeña isla de Helgoland a Gran Bretaña y toda Noruega al reino de Suecia.